# Debra Monk
Debra Monk (født 27. februar 1949 i Middletown, Ohio) er en amerikansk skuespiller, sanger og forfatter.
Hun blev kåret som den "bedste personlighed" af afgangsklassen på Wheaton High School i Silver Spring, Maryland. Hun er uddannet fra Frostburg State University i 1973. I 1975 modtog Monk en Master of Fine Arts grad fra Southern Methodist University i Dallas, Texas.

## Filmografi

### Film
| År   | Titel                       | Noter |
| ---- | --------------------------- | ----- |
| -    | The Producers               |       |
| -    | Center Stage                |       |
| -    | Djævelens advokat           |       |
| -    | In & Out                    |       |
| -    | Substansen of Fire          |       |
| -    | Ekstreme foranstaltninger   |       |
| -    | De Bridges i Madison County |       |
| -    | Jeffrey                     |       |
| 1993 | Fearless                    |       |
| 2011 | Luck Charlie, det er jul!   |       |
| 1996 | Bed of Roses                |       |

### TV
En Nero Wolfe Mystery
Law & Order
Ellen Foster
Redwood Curtain
Kvinder og Wallace
NYPD Blå - 1999 Emmy Award i rollen Katie Sipowicz
The Music Man
Greys Hvide Verden - Louise O'Malley (sæsoner 3-8)
Noter fra Underbelly
Desperate Housewives - i Sæson 3 Episode "Børn og Kunst"
Skader - Denise Parsons
Frasier 2003 Sæson 11 episode "Ingen sex venligst Vi Skittish"
Glee sæsonen 2009 1 episode "Acafellas"
Good Luck Charlie, det er jul!
White Collar 2012 sæsonen 3 episode " Pulling Strings "